# Marcolino José Dias
Marcolino José Dias (1830? - 1888) foi um abolicionista brasileiro que lutou pela liberdade e igualdade de direitos da população negra durante o período escravista no Brasil. Ele também participou da Guerra do Paraguai como comandante da Segunda Companhia de Zuavos, onde obteve destaque na tomada do forte Curuzú.
Moldados a partir dos Zuavos da França e das Tropas de elite da Argélia, os Zuavos da Bahia comandados por Marcolino participaram das Batalhas de Uruguaiana, Batalha do Avaí, a tomada do Forte de Itapiru, na Batalha de Tuiuti e na Batalha de Curupaity. O comandante foi o primeiro soldado brasileiro a levantar o Pavilhão Nacional no Forte de Curuzu, enfrentando sozinho dezenas de soldados paraguaios, sendo ferido no braço.

## Biografia
Há poucos registros precisos sobre a juventude de Marcolino José Dias, mas sabe-se que ele nasceu em meados dos anos 1830 após a Independência do Brasil e foi escravizado pelo casal Manoel José Dias e Maria Angélica Dias. Como escravizado, Marcolino enfrentou diversas privações e violências, assim como outros membros da população negra do Brasil na época. Ele só obteve sua liberdade em 1838, condicionada à morte de seus senhores. Após o falecimento de Manoel Dias, a viúva abriu mão da liberdade condicionada de seus escravos, tornando Marcolino efetivamente livre em 1845.

## Luta pela liberdade
Marcolino José Dias foi um militante abolicionista brasileiro que lutou pela liberdade e igualdade de direitos da população negra durante o período escravista no Brasil. A partir da data de sua libertação, Marcolino tornou-se um militante abolicionista brasileiro, dedicando-se à luta pela liberdade e igualdade de direitos da população negra durante o período escravista no Brasil. Além disso, ele mobilizou redes de alianças para ajudar a proteger os direitos da população negra, incluindo a defesa do direito à liberdade religiosa de culto ao candomblé. 

## Guerra do Paraguai
Em meados de 1860, Marcolino recebeu uma nomeação importante do presidente da Província da Bahia. Ele foi escolhido para liderar a Segunda Companhia de Zuavos, um grupo de combatentes negros organizados pelo governo brasileiro para ajudar na luta contra o Paraguai. Durante a Guerra do Paraguai, Marcolino provou sua coragem e habilidade militar ao fincar o pavilhão brasileiro na tomada do forte Curuzú. Como reconhecimento por seus serviços, ele recebeu o título de capitão e cavaleiro da Ordem do Cruzeiro. Quando Marcolino voltou para a Bahia, sua volta foi celebrada e registrada no jornal O Alheiro. Ele foi recebido como um herói de guerra e sua história de bravura e determinação inspirou muitas pessoas em todo o país. 

## Ativismo Político e Social
Em 1860, a oposição à escravidão era algo muito forte na Bahia. Marcolino José Dias foi exemplo de tal embate e, na década de 1870, envolveu-se com o movimento abolicionista no estado. Em 10 de abril de 1883, liderou uma ação ao lado de Pamphilo da Santa Cruz, Sérgio Cardoso e Manuel Júlio dos Santos, impedindo a viagem de escravos que estavam sendo embarcados para Canavieiras. Ao som de gritos de “morte aos escravocratas” e “viva a liberdade”, impediu também o envio de escravos do Barão de Guaíba para sua fazenda em Belmonte. 
A partir daí, Marcolino tornou-se uma figura proeminente na luta pela libertação dos escravos na Bahia, liderando diversas ações de resistência e se tornando um dos principais articuladores do movimento abolicionista no estado. Mesmo sendo preso várias vezes nunca deixou de defender essa causa. Tais atividades ocorreram em um contexto de crescimento do sentimento abolicionista na Bahia desde a década anterior, em que a oposição à escravidão saiu do campo da contestação judicial para a ação radical nas ruas, especialmente no porto.
Marcolino José Dias atuou na fundação da Sociedade Protetora dos Desvalidos (SPD), organização que tinha como objetivo fornecer assistência e proteção aos negros pobres e marginalizados da sociedade baiana. Ele foi um dos membros fundadores e participou ativamente das atividades da SPD, inclusive sendo responsável por colocar a efígie do Marechal Henrique Dias, um antigo combatente negro dos tempos coloniais, na sala das sessões da organização em 1882.

## Morte e Legado
Em 20 de fevereiro de 1888, Marcolino José Dias faleceu, aos cerca de 50 anos de idade. Seu falecimento foi lamentado por diversos jornais do país, que destacaram sua trajetória marcante. Marcolino, assim como Cândido da Fonseca Galvão, mais conhecido como Dom Obá II d'África, filho de africano forro e oficial do Exército brasileiro na guerra contra o Paraguai, representa a luta pela liberdade e igualdade de direitos de uma população marginalizada e invisibilizada na construção da história do Brasil. Apesar de ter falecido antes da Abolição da escravidão no Brasil, Marcolino José Dias foi lembrado nos festejos comemorativos pelo Batalhão dos Defensores da Liberdade. Sua trajetória representa a resistência dos trabalhadores negros ao regime escravista e a luta pelo fim da escravidão. A Abolição ainda é vista por muitos como uma ação da elite branca, mas figuras como Marcolino e outros foram importantes na construção da liberdade dos negros no Brasil. 

Referências
1. ↑  SILVA, Ricardo Tadeu Caires. A sociedade libertadora bahiana e a campanha abolicionista na Bahia (1883-1888). Anais do XXVIII Simpósio Nacional de História. Florianópolis - SC, 2015.
2. ↑  BARROSO, Gustavo. Segredos e revelações da história do Brasil. Revista O Cruzeiro. Rio de Janeiro, 1948-1960, p.285.
3. ↑  KRAAY, Hendrik. Os companheiros de Dom Obá: Os Zuavos Baianos e outras Companhias Negras na Guerra do Paraguai. Revista Brasileira de História Militar, Ano XII - Nº 30, p. 102 - 132, Novembro 2021.